# Playlist Live
Playlist Live è il secondo album dal vivo del rapper italiano Salmo, pubblicato il 6 dicembre 2019 dalla Sony Music.

## Descrizione
Contiene una selezione di brani tratti dal quinto album Playlist eseguiti dal vivo durante la relativa tournée e gli inediti in studio Salmo 23 e Charles Manson (buon Natale2), quest'ultimo realizzato con la partecipazione di Lazza, Dani Faiv e Nitro.
L'album è stato pubblicato in edizione standard su CD e LP e in edizione deluxe, quest'ultima presentata sotto forma di cofanetto da due dischi: il primo contenente Playlist e i due inediti, mentre il secondo con i brani dal vivo. L'11 dicembre, in anticipazione all'uscita del disco, Salmo ha presentato il videoclip per Charles Manson (buon Natale2), diretto dagli YouNuts!.

## Tracce
Testi e musiche di Maurizio Pisciottu, eccetto dove indicato.
1. Charles Manson (buon Natale2) (feat. Lazza, Dani Faiv, Nitro) – 4:18 (testo: Maurizio Pisciottu, Daniele Ceccaroni, Nicola Albera, Daniele Lazzarini – musica: Maurizio Pisciottu, Stefano Tartaglini) – assente nell'edizione LP
2. Salmo 23 – 2:36 (musica: Luca Galeandro) – assente nell'edizione LP
3. 90min (Live) – 3:53 (musica: Theron Feemster)
4. Stai zitto (feat. Fabri Fibra) (Live) – 3:35 (testo: Maurizio Pisciottu, Fabrizio Tarducci)
5. Ricchi e morti (Live) – 2:19 (musica: Maurizio Pisciottu, Davide Pavanello)
6. Cabriolet (feat. Sfera Ebbasta) (Live) – 3:49 (testo: Maurizio Pisciottu, Gionata Boschetti – musica: Maurizio Pisciottu, Paolo Alberto Monachetti)
7. Sparare alla Luna (feat. Coez) (Live) – 4:05 (testo: Maurizio Pisciottu, Silvano Albanese – musica: Lorenzo Paolo Spinosa, Stefano Ceri, Marco Azara, Andrea Sologni, Stefano Bannò)
8. Papparapà (Live) – 2:08 (testo: Maurizio Pisciottu, Davide De Luca, Massimiliano Figlia – musica: Loris Malaguti)
9. PxM (Live) – 3:36
10. Tiè (Live) – 1:18 (musica: Maurizio Pisciottu, Davide Pavanello)
11. Ora che fai? (Live) – 2:06 (musica: Maurizio Pisciottu, Daniele Mungai, Daniele Dezi)
12. Perdonami (Live) – 2:40
13. Lunedì (Live) – 3:47 (musica: Maurizio Pisciottu, Daniele Mungai, Daniele Dezi, Jacopo Lazzarini)
14. Il cielo nella stanza (feat. Nstasia) (Live) – 6:29 (testo: Maurizio Pisciottu, Ashley Nastasia Griffin – musica: Maurizio Pisciottu, Pietro Miano, Marco Azara, Federico Vaccari)

### Edizione deluxe
CD 1
1. Charles Manson (buon N***** 2) (feat. Lazza, Dani Faiv, Nitro) – 4:18 (testo: Maurizio Pisciottu, Daniele Ceccaroni, Nicola Albera, Daniele Lazzarini – musica: Maurizio Pisciottu, Stefano Tartaglini)
2. Salmo 23 – 2:36 (musica: Luca Galeandro)
3. 90min – 3:51 (musica: Theron Feemster)
4. Stai zitto (feat. Fabri Fibra) – 3:22 (testo: Maurizio Pisciottu, Fabrizio Tarducci)
5. Ricchi e morti – 2:18 (musica: Maurizio Pisciottu, Davide Pavanello)
6. Dispovery Channel (feat. Nitro) – 3:24 (testo: Maurizio Pisciottu, Nicola Albera – musica: Stefano Tartaglini)
7. Cabriolet (feat. Sfera Ebbasta) – 3:05 (testo: Maurizio Pisciottu, Gionata Boschetti – musica: Maurizio Pisciottu, Paolo Alberto Monachetti)
8. Ho paura di uscire – 3:17
9. Sparare alla Luna – 3:31 (testo: Maurizio Pisciottu, Silvano Albanese – musica: Lorenzo Paolo Spinosa, Stefano Ceri, Marco Azara, Andrea Sologni, Stefano Bannò, Jacopo Volpe)
10. PxM – 3:04
11. Il cielo nella stanza (feat. Nstasia) – 3:06 (testo: Maurizio Pisciottu, Ashley Nastasia Griffin – musica: Maurizio Pisciottu, Pietro Miano, Marco Azara, Federico Vaccari)
12. Tiè – 1:30 (musica: Maurizio Pisciottu, Davide Pavanello)
13. Ora che fai? – 2:10 (musica: Maurizio Pisciottu, Daniele Mungai, Daniele Dezi)
14. Perdonami – 2:14 (musica: Davide Mattei)
15. Lunedì – 3:25 (musica: Maurizio Pisciottu, Daniele Mungai, Daniele Dezi, Jacopo Lazzarini)

CD 2
1. 90min (Live) – 3:53 (musica: Theron Feemster)
2. Stai zitto (feat. Fabri Fibra) (Live) – 3:35 (testo: Maurizio Pisciottu, Fabrizio Tarducci)
3. Ricchi e morti – 2:19 (musica: Maurizio Pisciottu, Davide Pavanello)
4. Cabriolet (Live) (feat. Sfera Ebbasta) – 3:49 (testo: Maurizio Pisciottu, Gionata Boschetti – musica: Maurizio Pisciottu, Paolo Alberto Monachetti)
5. Sparare alla Luna (feat. Coez) (Live) – 4:05 (testo: Maurizio Pisciottu, Silvano Albanese – musica: Lorenzo Paolo Spinosa, Stefano Ceri, Marco Azara, Andrea Sologni, Stefano Bannò)
6. Papparapà (Live) – 2:08 (testo: Maurizio Pisciottu, Davide De Luca, Massimiliano Figlia – musica: Loris Malaguti)
7. PxM (Live) – 3:36
8. Tiè (Live) – 1:18 (musica: Maurizio Pisciottu, Davide Pavanello)
9. Ora che fai? (Live) – 2:06 (musica: Maurizio Pisciottu, Daniele Mungai, Daniele Dezi)
10. Perdonami (Live) – 2:40
11. Lunedì (Live) – 3:47 (musica: Maurizio Pisciottu, Daniele Mungai, Daniele Dezi, Jacopo Lazzarini)
12. Il cielo nella stanza (Live) – 6:29 (testo: Maurizio Pisciottu, Ashley Nastasia Griffin – musica: Maurizio Pisciottu, Pietro Miano, Marco Azara, Federico Vaccari)

## Formazione
Musicisti
- Salmo – voce, batteria (traccia 10)
- Lazza – voce aggiuntiva (traccia 1)
- Dani Faiv – voce aggiuntiva (traccia 1)
- Nitro – voce aggiuntiva (traccia 1)
- Marco Azara – chitarra (tracce 3-14)
- Daniele "Frenetik" Mungai – tastiera e chitarra (tracce 3-14)
- Davide "Dade" Pavanello – basso (tracce 3-14)
- Ignazio "Slait" Pisano – giradischi e base musicale (tracce 3-14)
- Jacopo Volpe – batteria (3-9, 11-14), direzione musicale (tracce 3-14)

Produzione
- Salmo – produzione (traccia 1)
- Stabber – produzione (traccia 1)
- Strage – produzione (traccia 2)
- Simone Squillario – registrazione (tracce 3-14)
- Jacopo Volpe – montaggio, supervisione al missaggio (tracce 3-14)
- Andrea Suriani – missaggio, mastering

## Classifiche

### Classifiche settimanali
| Classifica (2019) | Posizione massima |
| ----------------- | ----------------- |
| Italia            | 7                 |

### Classifiche di fine anno
| Classifica (2019) | Posizione |
| ----------------- | --------- |
| Italia            | 2         |
| Classifica (2021) | Posizione |
| Italia            | 44        |